# السوق (مالي)

طرق التجارة الصحراوية بين سنة 1000 و1500 ميلادية. تظهر مدينة السوق بإسم (تادمكة) في الجنوب

مدينة السوق أو تادمكة والاسم الموجود في المصادر التاريخية لهذه المدينة هو مدينة (تادمكة)، وتسميتها باسم السوق كانت متأخرة ولكن جرى تغليب الاسم الأخير (السوق) على مرادفه (تادمكة) وصار الناس لايكادون يذكرونها إلا بالأخير، وهذا شيء معروف مألوف وهو أن المدينة الواحدة قد تحمل عدة أسماء فيجري تغليب اسم واحد على ما سواه مثل أم القرى ومكة وبغداد ودار السلام والمدينة وطيبة وغيرها.
وتسمى هذه المدينة (السوق) بالعربية و (أسوك) وتادمكة بالطارقية ولكثرة الأسماء دلالة على أن المسمى ذو شأن ومحل عناية واهتمام.

## الموقع
تقع أطلال هذه المدينة التاريخية في بلاد (آضاغ) وكانت قبل أن زالت إحدى ممالك صنهاجة الصحراء (الملثمين) المستقلة في قلب الصحراء جنوب بلاد (هكار) بالجزائر وشمال بلاد السودان الغربي وغربي (آير) وشرقي موريتانيا. وتعد اليوم ضمن البلديات التابعة لولاية كيدال أقصى شمال جمهورية مالي على بعد ستين كلم الشمال الغربي مشارف الحدود مع الجزائر، بفرع تيبينن في وادي إبدقن الذي يخترق جبال آضاغ من الشرق إلى الغرب وعلى رأس منبطح تمسنا إلى قيعان تلمسي غربا محدودة شرقا بدائرة (أبيبرا) وببلدية (أنفيف) ودائرة (تسليت)جهة الغرب.
تغطي الأراضي التابعة لها مساحة 25,000 كلم.
يبلغ عدد سكانها مع المناطق المحيطة بها حوالي تسع وأربعين ألف نسمة.

## تاريخ السوق من القرن الأول الهجري وإلى القرن العاشر
الخطوط القديمة والأقاصيص المتداولة ما زالت تتحدث أن هذه المدينة عاشت نشاطا حيويا وشهدت حراكا علميا واقتصاديا أشارت وأشادت بها بعض الأقلام التي زارتها أو عاصرتها بشكل يشد ويغري من له نهمة إلى القراءة وكلف إلى اكتشاف الجديد، وإن للجديد روعته وطرافته، ومن لم يختبرها لم يعتبرها سوى خرافات مزخرفة أو نسج خيال من الحقيقة خال، وتأبى تلك النقوش الحجرية الراسخة، وما أثأرت عوامل ومعاول البلى والتعرية من آثار شاهدة صامدة ناطقة أو صامتة تؤكد فعلا أنها قد كانت قبلة التجار ومحطة الأسفار ومنتدى الأدباء ومنبر العلماء الأبرار ومرابط المجر الجرار وكل جديد فإلى البلى والبوار.
وقد شبكت بينها وبين كثير من المدن التاريخية الهامة خطوط اتصال عبر طرق مسلوكة انطلقت منها وإليها، منها:
- خط يربط بينها وبين القيروان تنتظم فيه عدة محطات آنذاك أهمها مدينة وركلا، ثم مدينة قسطيلية.
- إلى جهة الشرق الطريق الممتد منها إلى غدامس ويستمر إلى ليبيا. قال صاحب الروض المعطار: ومن غدامس يدخل إلى بلد تادمكة وغيرها من بلاد السودان.[2]
- بالنسبة لبلاد السودان الغربي هناك خط نشيط بينها وبين غانة العاصمة التي فتحها الجهاد المرابطي 469 هـ
- طريق ثان يتجه نحو الجنوب إلى مدينة كوكو (غاو حاليا)من مدن السودان التجارية على النيل الغربي (نهر النيجر) وكذلك بلاد (إكدز) وما إليه في الجنوب الشرقي لها التابع لما أطلق عليه مؤخرا جمهورية النيجر.

وذكر البكري أن المسافة الفاصلة بين ورجلة وتادمكت تقدر بخمسين يوماً، وبين تادمكة وكاوا بعشرة أيام.
وشملتها الدولتان المرابطية السنية والموحدية بعد قيامهما وسرعان ما انقطعت عنهما واستقلت بشأنها.كما أنها خضعت بالاسم لدولة بني مرين في القرن السابع الهجري.
والمدينة أعرق وأسبق من مدينة (تمبكتو) التي كتب لها البقاء وظلت مركزا تجاريا وثقافيا مأتيا تنتابها القوافل التجارية من عامة الجهات حتى نابت النوب واختفى معدن الذهب وحالت الأحوال فتفرق أهلها ما بين طاوة وإيروان وبوجبيه وتمبكتو وغيرها وإن أحوال الأمم وعوائدهم لاتدوم على وتيرة واحدة ومنهاج مستقر إنما هو اختلاف على الأيام والأزمنة وانتقال من حال إلى حال.

## السطح والمظهر الطبيعي
السطح بصفة عامة جبلي تخترقه بعض الأودية أهمها وادي (إبدقن) الذي يخترق جبال (أدرار) وتحتل موقعا حصينا يبدو من وراء اختياره التحسب للتهديد الخارجي، في واد بين سلسلتين جبليتين تحيطان به إحاطة السوار بالمعصم باستثناء فتحات كأنها متعمدة للدخول والخروج وتبدو فوقها بقايا أبراج مرتفعة أو عيون كما يسمونها للمراقبة والتحسب وهي عين الجوز وعين الأراك وعين النساء وعين المسجد في الجهة الشرقية وعين الحصاة وعين الرمح وعين السيف وعين الخيل. في الجهة الغربية.
كما ينتسب السوقيون إلى هذه المدينة.

## أهل السوق
سؤال يكلفنا رحلة بعيدة الشقة ومطالعة غير خاطفة في صفحات ماض سحيق قد تنتهي بنا إلى الإعياء والملل والركون لساحة الأعذار والعلل لكن إ ذا كانت الغايات لاتدرك فاليسير منها لا يترك.
فدعنا ننطلق من قاعدة معممة وحقيقة مسلمة في البلاد المغربية من برقة وإلى سواحل بحر الظلمات غربا ومن جبال الأطلس إلى الحزام الرملي الفاصل بينها وبين الإقليم السوداني، كل هذه الرقعة سهلها ووعرها وبرها وبحرها لم يرعها قبل الإسلام سوى البربر، والمسلمة الأخرى أن (تادمكة) في أساسها فرع من ذلك الجذع صنهاجة طينتها الأساسية ومادتها الأولية قبل بزوغ شمس الإسلام عليها، وبعد فقد باءت بحظ غير مذموم وقسم لا مبخوس ولا مهضوم مما حظي به أصلها البربر من الامتزاج بالدماء العربية وسلالات الصحابة واستمر في التجذر والتأصل حتى استقر وحتى لم يعد اللسان في كثير من الأحيان معيارا أومحكا مقنعا في الفصل بين الجوهرين والتمييز بين السلالات العرقية لكلا الأصلين فقد تحولت أبناء تلك المدينة عجينة عجيبة من أرحام وشيجة وتقلبت في قوالب جعلت العربي الأول وإلى لغة المحل يتحول.
و تادمكة في أصلها مملكة بعيدة الأرجاء كثيرة الشعوب لا مجال لإحصاء قبائلها في القديم وذكر الشيخ العتيق السوقي الإدريسي عن ابن حوقل الذي زارها في القرن الرابع أنه عد منها في فصل عقده لأسماء قبائل صنهاجة أكثر من عشرين قبيلة بعضها ما زالت بقاياها معروفة بينما اختفى الكثير منها فإما انقرضت أو تغيرت الأسماء ثم قال ابن حوقل: ولو قلت إني لم أصل إلى علم كثير من قبائلهم لقلت حقا إذ البلاد التي تجمعهم والنواحي التي تحيط بهم مسيرة شهور والعلماء بأخبارهم وآثارهم وأنسابهم هلكوا قال الشيخ العتيق والقبائل التي سماها ونسبها إلى تادمكة صار الكثير منها إلى بلاد آير وانقطعت العلائق بينهم وبين إخوانهم في وطنهم ومن لم يصل إلى آير ممن سماهم لم يبق منهم بنفس الاسم سوى إلغمتن. وبعد عهد ابن حوقل كثر اختلاط الأمم في عصور ازدهار مدينة تنبكتو فوفد إليها رجال العلم والتجارة من المغرب ومن توات ومن سائر الدول التي تتصل بها فتجددت منهم بعد الانصهار في المجتمع قبائل لم تكن موجودة في القرون الماضية.
هذه إطلالة خاطفة على الأصول التي ابتدأ منها الأساس الأول لمدينة تادمكة كمحطة لا بد من التعريس بها والتعريج عليها للحديث عبورا وتخلصا إلى بعض من حمل اسم السوقي أوأهل السوق في الآونة المتأخرة فهو بيت القصيد والوقوف على الأطلال معبر إليه وسبيل.
السوق في معناه القاموسي واضح غير أنه هنا علم معين أطلق على المدينة السابقة إلى جانب تادمكة التسمية العتيقة ومر أن أساسها قبائل صنهاجية انضم إليها لفائف شتى ليبية وجزائرية ومغربية تكونت منها إمارة عظيمة ثم قصدها كثير من العلماء وأسر أنصارية وشريفة.
فالسوقي نسبة تتسع لكل من انتمى إلى هذه المدينة ولو بأدنى مناسبة ومع طول الاستعمال تقلص ليصبح لقب مدح خاصا بالنخبة المتعلمة ممن مر بها أو قال بظلها ثم تكررت عليه عملية التكرير والتنقية من الشوائب بعد قصة طريفة تصف خطة اختبار قام به سلطانها ليعلم من هم العلماء الربانيون فعلا من المدعين المتعالمين وانتهت بنجاح رجال من أصول شتى نظمهم وألف بينهم صفات كمال توفرت فيهم وميزتهم أهمها النزاهة والإخلاص لله وتقديم مرضاته على الرغبات الذاتية والسواد الأعظم منهم من أصول عربية أو من تكامل معهم من أهل البلد الأصليين.
فتواصوا على التشبث بالدين والتخلق بالزهد والورع وإيثار القناعة والتوكل والاجتهاد في الكسب الطيب وهكذا حتى أصبحت تلك الصفات من ذاتياتهم متى ذكرت ذكروا ومن هنا ضمن اللقب السوقي معنى وصفيا غلب على سلالات أولئك القوم أو من شابههم وشاركهم في تلك الصفات أيا كان.

### طبقات أهل السوق
رغم وحدة البلد واشتباك الأرحام بين السوقيين لكنهم في الحقيقة أبناء أخياف أعني من آباء شتى ولنفترض أن الأم واحدة وهي السوق أو تادمكة لهذا يصنفون في طبقات ثلاث:
الأولى أصحاب السوق الأصليون ممن يعمره قبل الفتح الإسلامي وأصلهم من صنهاجة اللثام وقد ذكرهم الشيخ العتيق بن سعد الدين السوقي الإدريسي ونعتهم بنعوت جليلة كالسابقية في الإسلام والتمسك بتعاليمه ومثل لكثير من قبائلهم مع الإشارة إلى مناطقهم الجديدة.
الثانيةمن سلالة ناشري الإسلام ممن حملوا الدين إلى هذا البلد فخالطوهم وناكحوهم فتكونت منهم أمة إسلامية من بينها العلماء والأتقياء وطغت فيهم أخوة الإسلام على أخوة النسب الذي لم يولوه من الاهتمام أكثر من الحفاظ على أن أصولهم البعيدة راجعة إلى الصحابة دون الحفاظ أوكتابة الوسائط بين ذلك إلا في النادر،
فلاقيمة عندهم للمنافرات الجاهلية أو التعززات بالأنساب والأحساب فهونوا كل نسب أوسبب سوى سببه عليه الصلاة والسلام وبحسبهم ما يشملهم منه بعيدا عن تميمية أوعامرية، وقد ورد ذكر هذه الطبقة في رسائل ثلاثة من الأشراف ممن طرقوا المنطقة في الآونة الأخيرة منهم محمد بن الهادي السوقي الأدرعي في كتابه نصيحة الأمة في القرن الثالث عشر وسبقه إلى ذلك محمد بن محمد السوقي الإدريسي المعروف (إن البوش)في القرن الثاني عشر وفي القرن العاشر محمد بن عال السوقي الإدريسي فجاء في رسالة يخاطب فيها إسكيا"إسحاق": "اعلم أن السوقيين أصله لإمرون والسوق الذي ينسبون إليه بلد في (آضاغ) نزلته الصحابة في آخر غزواتهم فبنوا فيه مدنا عظيمة وجامعا ومصلى ومساجد وحفروا فيه آبارا كثيرة عدده أيقش يعني ألف ومائة وأحد عشر ونشروا فيه العلم وولدوا فيه فرجع من رجع وبقي كثير.. إلى أن قال: إن إمرون ذرية الصحابة بلاشك وخالهم عقبة المستجاب وقد ورثوا العلم والدين من آبائهم إلى اليوم والحمد لله تجد صبيا صغيرا منهم يغلب الكبار من غيرهم كحال أجدادهم من أهل الحجاز يحفظون فنون العلم كلها وما تغير دينهم منذ خلقهم الله إلى هذا اليوم بسبب من الأسباب وبذلك يعرفون في جميع البلاد وكل من شهد عند القاضي الأكبر الأستاذ النقي الذي لم ير مثله في بلادكم ولا في غيرها المجمع على علمه ودينه وعدالته صاحب تنبكتو محمود يطلب تزكيته إلا السوقيين فإنه قطع بأمانتهم وعدالتهم وقال: لا نطلب تزكيتهم وقد جربناهم فوجدنا أصلهم خالصا تابعين لأجدادهم في العلم والدين الخالص..إلخ ويبدو واضحا أنه يلفت هذا السلطان إلى مراعاة مميزاتهم الخاصة بهم من العلم وصفاء الدين والرجوع إلى أصول عربية. (وإمرون)الذين وصفهم بهذا وذكر أن اسم السوقيين في الأصل إنما يطلق عليهم انقرضوا عن آخرهم ولم يبق لهم عقب اللهم إلا من جهة البنات.
الفئة الثالثة التي ورثت التسمية في القرون الأخيرة هذا هوالإطلاق الوصفي الأخير للقب السوقيين ويغلب على ذوي الأصول العربية من أشراف وأنصار وغيرهم ممن عرجوا على السوق في الفترات الأخيرة وإطلاقه على كثير منهم تعميم للوصف ربما للمشابهة أو لمناسبة ما كالخؤولة أو إمضاء فترة زمنية في نطاقه وإن قلت وهم من أشرنا إلى طروقهم أبوابه في أيامه الأخيرة معروفة أنسابهم وأصالتهم العربية وقد انتهت إليهم الرئاسة العلمية في تلك الربوع منذ القرن التاسع تاريخ وفود الشطر الثاني منهم ومن ذلك الاشتهار بالريادة العلمية في المنطقة وخصوا بحظوة عالية ومكانة متميزة عند سلاطين البلد فضلا عن سائر الطبقات فحكموا فيما سوى الشؤون الحربية من السياسات الدينية والدنيوية ولم يزالوا كذلك إلى أن دب الضعف والاختلال لسلطنة (إموشاغ) أعقاب حرب دامت عشرات السنين شارك فيها أغلب قبائلهم تحت رايات سلاطينهم وعلمائهم ضد المستعمر الفرنسي على أن نشاطهم الديني وإن تأثر بزوال السلطة التي أولتهم تلك المناصب لم يتوقف بل دأبوا في التعليم والإرشاد والإفتاء والوعظ مع أوضاع تتردى دائما إلى الأسوأ.
وقد أبقى الله فيهم العلم والعمل وتناسلت منهم ذرية طيبة بعضها من بعض تنازعت ثدي المجد وتسابقت في المكرمات فلا غرو عمر الله بهم الإسلام من وإلى مدة خمسة قرون، وما غيروا ولا بدلوا ولا سئموا ولا ملوا.

## تادمكة والإسلام
استقبلت مدينة السوق الدين الإسلامي وهو ما زال غضا طريا منذ إشراقته الأولى بسماء المغرب وصحرائه في منتصف القرن الأول الهجري فأقبلت عليه على عطش وتجاوبت معه أرجاؤها حتى ارتوت فتضلعت واقتبست من أنواره منذ شعت وسطعت. وبادر أهلها على عجل يعبون تعاليم الشريعة برغبة أكيدة فلا غرو إن لقبت من تمسكهم بآثار السلف بمكة الجديدة آمنت دون نفاق واحتضنت تعاليم الدين حتى استوثقت وما أوكت عليها بل بثت سرايا العلم وأنفقت، فمنها يندفع تيارها يسقي البلاد ويحيي مواتها وينبت الزهور والرياحين من على الربا وحواف الواحات فسرعان ما غدت أشهر المعاقل والمراكز الإسلامية في الصحراء الأزوادية 
وأهلها هم حملة الفقه وإخوان السنة وأعداء البدعة كماأشار إليه ابن عذارى من (أنهم ممن أعان عبد الله بن ياسين على نشر السنة وإخماد البدعة في وطنهم) وما إن حالت حالهم تلك ولو بعد ارتحالهم وتوزع البلاد المجاورة لهم عائلة عائلة.

### أول من حمل إليها الإسلام
لم يختلف علماء البلد في وصول الإسلام إليها في القرن الأول وإنما تعددت الأقوال في أول من حمل إليها بشائر الهـــــدى ومشاعل الإيمان.
- فهناك قول بأن الإسلام جاء عن طريق عقبة بن عامر القرشي كما في بعض الروايات التي بين العلامة الشيخ العتيق الإدريسي السوقي خطأها من جهتين: الأولى وهي مسلمة أن عقبة بن عامر جهني لا قرشي والأخرى أنه لم يتجاوز القيروان بأرض تونس ثم إنه لم يعرف من قادة الفتح المغربي.
- ويقابلها نقل يروى عن أبي الحسن الصغيّر في شرحه على البراذ عي يفيد أن المدينة افتتحت على يد الفاتح الشهير عقبة بن نافع الفهري وهي إذذاك مدينة عظيمة يتبعها خلق لا يحصى كثرة فأقام بها ريثما وطدها وبنى بها مساجد وحفر بها آبارا ثم غادرها وخلف بها جماعة من الصحابة مهاجرين وأنصارا فاستوطنوها وأعقبوا فيها ذرية طيبة.

وزعم صاحب هذا النقل أن بها قبورهم والرواية كما تراها مليئة بالأخطاء وقد تولى الشيخ العتيق استقراءها وملاحقتها بالتعقيب والتوهين في عدة صفحات من الجوهر الثمين في صحراء الملثمين وتخلص إلى أن جميع مافي هذا النقل من خبر عن السوق وولاتة إلى ما فيه من التخليط إنما عرف لبلاد القيروان فلعل المنقول عنه أولا أسند ذلك إلى القيروان فهي أولى به وأضاف أن السوق حينذاك من أعماله (القيروان) فاختلط الأمر على الناقل فنسب للسوق ما يعرف للقيروان من نزول الصحابة فيه وبناء المساجد وبقاء ذراريهم ثم إلى قتل كسيلة لعقبة بن نافع. ووجه استناد فتح السوق إليه بأنه فتح بلادا تشتد العلاقة بينها وبين أرض السوق مثل القيروان وغدامس وكوار (بيلما) حدود ما عرف أخيرا بجمهورية النيجر مع ليبيا- وبلاد هوار (أهكار)فلما عم الإسلام هذه البلاد تلقاه إخوتهم المتصلون بهم من أهل السوق رغبة وطواعية فنسب إسلام الجميع إلى عقبة الذي هو السبب الأول فيه.فقد انتهى في فتحه الأول إلى أعماق الصحراء وفي الثاني إلى المأهول من إفريقية وحتى المحيط.
- الرواية الثالثة وهي منسوبة إلى أشياخ البلد ونقلها محمد بن عال عن الشيخ كلاس من آل (إدرفن) أن إسلامهم بواسطة جيش بعثه عمر بن عبد العزيز إلى المغرب لم يسم فيه قائد الجيش ولا تأريخه وهو محتمل للصحة أكثر من سابقه على رأي الشيخ استئناسا بأن عمر بن عبد العزيز لما تولى الخلافة سنة 99هـ ولى إسماعيل بن عبيد الله على حرب المغرب وخراجه في شهر المحرم سنة 100هـ وحمد البربر سيرته فلم يبق منهم أحد إلا دخل الإسلام وخلص إلى أن الصواب عنده في إسلام بلد السوق أنه قديم في القرن الأول وبذلك تواترت النقول التي بأيديهم وإن تنوعت في تعيين طريق وصوله بالتحديد فإن الطرق التي انتشر بها الإسلام في بلاد البربر عديدة إما بالفتوح أو عن طريق التلقف من الإخوان طوعا أو على أيدي الدعاة الناشرين للإسلام والفقه والعربية.

## السوق من خلال كتابات القدامى
يبدو كما هو نتائج ومقتضى الآثار المقروءة والمشاهدة أن هذه المدينة لم تزل خلال الظرف الزمني المحدد منارة علم ومعقل عز وملك وملتقى شبكة اتصالات بكبريات المدن في بلاد المغرب الإسلامي وغيره.
وقد تناولتها أقلام من المؤرخين القدامى ممن زارها أو عاصرها هذا القاضي عياض في صدد الكلام على مختصر محمد بن المواز من أهل القرن الثالث يذكر أنه أخذه عنه بتمامه قوم من تادمكة ونص ابن فرحون في ديباجه ص233, آخر ترجمة ابن المواز على أن الكتاب بكماله أخذه عنه قوم من أهل تادمكة وهو كذلك من أهل القرن الثالث.
وبعدهما يضيف لنا ابن حوقل أن ملوكها بنو (تنماك) وفيهم رياسة وعلم وفقه وسياسة إلى علم بالسير واضطلاع بالأثر والخبر.
وهذا تصريح كاف في مدى قوة النشاط العلمي في مدينة السوق تادمكة في فترة لم يحن فيها بعد ميلاد تنبكتو وريثتها فضلا عن المعلمة الثالثة في المنطقة شنقيط بل يكفي من تغلغل العلم في طبقات فئات المدينة في ذلك التأريخ وما بعده أنه شمل حتى من وصفهم ابن حوقل بالملوك فكان فيهم علماء ومحدثون وفقهاء وينطوي في ذلك من تشجيع العلم الشرعي وتقديره ما يحفز وينهض بسائر شرائح المجتمع إلى التعلق به وإعطائه الأولوية الأمر الذي استمر فيهم لدرجة أن أصبح المعنى الاصطلاحي للقب السوقي هو العالم الرباني القدوة وكان له نفس صدى لقب الأزهري في مصر في أذهان أهل المنطقة عامة.

### ذكرها في الكتب
يقول البكري في الروض المعطار: «وتادمكة أشبه بلاد الدنيا بمكة ومعنى تادمكة هذه مكة وهي مدينة كبيرة بين جبال وشعاب وهي أحسن بناء من مدينة غانة ومدينة كوكو (كاوا)..إلخ فذكر من إسلام أهلها وأشاد في وصفهم ونعت عيشهم وملابسهم والزي الخاص بملوكهم وذكر أن عملتهم تسمى الصلع لأنها من الذهب المحض غير مختومة وفي أصل تسميتها تادمكة تنقل رواية أن الحجاج المغاربة مروا بها راجعين فرأوها كما نعتها البكري فقالوا تادمكة يعني هذه مكة، على سبيل التشبيه في المظهر الطبيعي للموقع»
و يضيف: «تادمكة في بلاد السودان، وهي أشبه بلاد الدنيا بمكة شرفها الله، ومعنى تاد عندهم هيئة أي على هيئة مكة، وهي منيعة كبيرة بين جبال وشعاب وهي أحسن بناء من مدينة غانة وكوكو (كاوا). وأهل تادمكة بربر مسلمون، وهم يتنقبون كما يتنقب بربر الصحراء وعيشهم من اللحم ومن اللبن ومن حب تنبته الأرض من غير اعتمال»
و ذكرت في صبح الأعشى: «وتجلب إليهم الذرة وسائر الحبوب من بلاد السودان، ويلبسون الثياب المصبغة من القطن والصوف وغير ذلك، وملكهم يلبس عمامة حمراء وقميصاً أصفر، ودنانيرهم تسمى الصلع لأنها ذهب محض غير مختومة، ونساؤهم فائقات الجمال لا يعدل بهن نساء بلد حسناً، وبين تادمكة وغانة نحو خمسين مرحلة، وبينهما مدن وعمائر للسودان والبربر.»
كما ذكرت في مسالك الأبصار: "المملكة الخامسة من بلاد المغرب جبال البربر في جنوب الغرب بين مملكة بر العدوة وبين بلاد مالي وما معها من بلاد السودان ثلاثة ملوك من البربر بيض مسلمون وهم سلطان آير وسلطان دموسة وسلطان تادمكة كل واحد منهم ملك مستقل بنفسه لا يحكم أحد منهم على الآخر وأكبرهم ملك آهير وزيهم نحو زي المغاربة يلبسون الدراريع إلا أنها أضيق وعمائم بأحناك وركوبهم الإبل ولا خيل عندهم ولا للمريني عليهم حكم ولا لصاحب مالي وهم في قلة أقوات ونقل عن الشيخ عيسى الزواوي أن لهم جبالا عامرة كثيرة الفواكه.
وذكر أن ما بأيدي الثلاثة تقدير نصف ما لملك مالي من ملوك السودان أو أرجح بقليل ولكن صاحب مالي أكثر في تحصيل الأموال لا ستيلائه على بلاد الذهب وما يباع بمملكته من السلع وما يغنمه في الغزوات من بلاد الكفار لمجاورته لهم بخلاف هؤلاء فإنه ليس لهم يد تمتد إلى كسب بل غالب أرزاقهم من دوابهم.
ثم قال ودون هؤلاء فيما بينهم وبين مراكش من بلاد المغرب جبال المصامدة وهم خلق لا يعد وأمم لا تحصى وهم يفتخرون بالشجاعة والكرم.
ثم ذكر أنهم كانوا لا يدينون لسطان إلا أنهم دانوا للسلطان أبي الحسن المريني ودخلوا تحت ذيل طاعته على أنهم لا يملكون أحدا قيادهم ولا يسلمون إليه بلادهم وبكل حال فهم معه بين صحة واعتلال.
ويتفق هذا مع ما قول صاحب الحلل الموشاة: لم يسجل التأريخ البتة أن هؤلاء القوم ولوا الأدبار مرة واحدة. بواسطة محمد صالح منصور في كتابه العلاقات بين المرابطين وملوك الطوائف، وهذا وإن كان صفة مشتركة بين قبائل صنهاجة اللثام إلا أن لأبناء الطوارق في القديم خصوصية لا تجهل فاحتساء كأس المنون ألذ وأهون لديهم من الرضوخ لحظة لخطة الخسف والهون 
وفي طرف جبل لونيا الغربي بين جبال وأودية مدينة تادمكه، وهي معروفة عند المسافرين مذكورة في الكتب وأهلها برابرة مسلمون يكثرون من التجارة والسفر إلى بلاد السودان وموضوعها في جنوبي الجبل وشمالي خط الإقليم الثاني حيث الطول أربع وأربعون درجة ودقائق. وفي آخر هذا الجزء من الجانب الشرقي الواحات الجنوبية وأكثرها قفار وفيها جزائر نخل في الرمال ومياه أكثرها غير عذبة.
وقوله في تادمكة أن تاد تعني الهيئة، وليس الأمر كذلك بل إن «تاد» تعني لفظ الإشارة «هذه». ومن يراجع الروض المعطار يجد أن بعض هذه الأمور قد رددها الحميري أيضاً نقلاً عن البكري، فليس الخطأ من عنده، وإنما مصدره ثقته فيما يقرؤه لغيره. ولكن الخطأ يشيع بالنقل، وتصبح أخطاء الحميري نفسه مظنة قبول عند من ينقلون عنه مضافةً إلى أخطاء غيره.
وذهب البكري كذلك إلى أن المسافة الفاصلة بين ورجلة وتادمكت تقدر بخمسين يوماً، وبين تادمكة وغاو بعشرة أيام.
وأشار ابن عذارى إلى أنهم ممن أعان عبد الله بن ياسين على نشر السنة وإخماد البدعة في وطنهم وقد مر بنا أنها وصلها النفوذ المرابطي في قلب الصحراء وخضعت بعض الشيء لدولة بني مرين إلا أنها بقي لها استقلالها مع ذلك.
ويذكر أنها من أهم الممالك في غربي إفريقيا خلال القرن الثامن إلى العاشر وبعدها تضاءل صداها وأخذت في مرحلة الشيخوخة والبلى ليختفي شخصها ويبقى اسمها ساطعا وشائعا في نخب من أهل العلم التي حافظت على تلك التقاليد من رفع راية العلم واحتضانها والتخلق بأخلاقه حتى وإن لم يكن لهم بالمدينة رحم ماسة فالمهم الوصف العلمي والسلوكي فذلك وسمها ورمز بقائها.

## سبب خرابها
المعطيات التاريخية ترجع خرابها إلى القرن التاسع وهناك روايات لاتقوم أمام مجاهر النقد التاريخية ترجع خرابها إلى قوى خارجية والأقرب إلى الصحة أن خرابها لم يقع نتيجة امتداد يد أحد بل يرجع إلى عوامل الجفاف وتوالي سنوات الجدب وإلى سبب اقتصادي وهو اختفاء الذهب الذي يعتبر الغلة التي شدت إليها القوافل التجارية ومن ثم انقطاعها وتحولها عنها بعد جفاف كل روافد ومرافق الحياة فيها ومعلوم أن أي حضارة قامت بعيدا عن المسطحات المائية لن يكتب لها البقاء فالحياة من الماء فبغياب هذا العنصر الحيوي الذي يعتبر إكسير الحياة وسر الوجود يظهر الذبول والموت والفناء يقول مؤرخ المنطقة العلامة الشيخ بن سعد الدين السوقي الإدريسي في موسوعته حول هذا الموضوع. 
والأقرب إلى الصحة أن المدينة ماخربها أحد وأن مغادرة الناس لها إنما كانت لجفاف موضعها مـــن الصحراء، وكثرة جدبه وانقطاع التجار وجميع المرافق عنها، وقلة الذهب عندهم الذي يؤتى إليهم لأجله.

## سياسة المدرسة السوقية تجاه سلاطين (إموشاغ)
عرفت المدرسة الدينية السوقية بسياسة الاحتفاظ على السلم وعدم الانجرار في النزاعات القبلية وإثارة النعرات، والتحالفات التي لم تبن على أسس شرعية وكذلك عدم المشاركة في الاحترابات الداخلية التي قلما تهدأ نائرتها بين القبائل الطارقية، قبل الاستعمار الفرنسي وساهمت هذه السياسة التي تنتهجها المدرسة السوقية في صحراء أزواد، في توسيع دائرة نفوذ رجال العلم والدين فيها بين هذه القبائل نظرا لمكانة أهل الدين بينهم إضافة إلى عدم وجود ثارات وعداوات سابقة بين السوقيين وبين من حولهم من القبائل.
وكانت محافظتهم على السلم كما لايخفى نابعة عن التزامهم بتعاليم دينهم واستشعارهم للمسؤولية الملقاة على عواتقهم من قبل المجتمع الذي ينظر لهم على أنهم المثل العليا التي تمثل القدوة للجميع وكانواقد وجدوا أنفسهم أمام منطقة تموج في كثير من الأحيان بالفتن والغارات، فآثروا القيام بواجب الأمر بالمعروف والنهي عن المنكر والاضطلاع بدور المصلح الحامل لنبراس الهداية في ذلك الصقع من أرض الإسلام.
ولا ننسى أن مما ساعدهم على الاحتفاظ بهذه السياسة ما يقوم به سلاطين (إموشاغ) الذين يتولون زمام الأمور في صحراء أزواد، من توفير الحماية لجميع من ينضوي تحت سلطتهم ولا سيما السوقيون الذين يمثلون السلطات الدينية، فهم المدافعون المحامون عنهم في وجه الأخطار الداهمة، نظرا لمكانة العلماء والقضاة عندهم.
وقد أفادتنا بعض المصادر التاريخية في المنطقة بأن ذلك التقسيم للأدوار كان نتيجة لاتفاق تاريخي أبرم بين سلاطين (إموشاغ) وعلماء السوقيين.
وبعد ما بدأ (إموشاغ) يفقدون السيطرة على الأمور نتيجة للاستعمار الفرنسي الذي سجل أبناء قبائل الصحراء الأزوادية في مقاومته أرقى أنواع البطولات وحطموا فيه الرقم القياسي في معاني الشجاعة والصمود ورغم كل ذلك لم يسمح عدم تكافئ القوى لهم بالاستمرار أكثر من ثلاثة عقود حافظ السوقيون على نفس النهج إلا أن وضعهم الأمني لم يزل في صحة واعتلال شأنهم في ذلك شأن غيرهم من القبائل في الصحراء الأزوادية.
مما سبق يتبين لنا أنه لم تكن السياسة غائبة في اهتمامات القادة الدينيين السوقيين، فلم يغيبوا يوما من الأيام عما يجري بين الراعي والرعية بل حرصوأعلى إبداء موقفهم الديني البحت أمام زعماء الطوارق غير هيابين ولاوجلين، ولم يديروا ظهورهم لما يطرأ على المنطقة من أحداث، بل يكاد المنصف يجزم أن غالب ما وقع في تلك الحقب التاريخية، من اتفاقات ومعاهدات ومراسلات بين السلاطين وشته محابر وأقلام السوقيين وهذا ما جعل القضاة من السوقيين هم الأداة المعبرة عن سياسات الدولة الأمازيغية في الصحراء الطاريقية.
والجدير بالذكر أن المعطيات التاريخية والوثائق سجلت اهتمام علماء السوقيين بمصير وطنهم قبل الاستعمار إلى وصول الزحف الفرنسي.
وكان لبعض النخب العلمية السوقية مواقفهم الإصلاحية المشهودة المشهورة في كثير من الأزمات التي عصفت بالمنطقة، واحتفظت ذاكرة تاريخ الصحراء الأزوادية بممارسة هؤلاء العلماء دورهم الديني في الحفاظ على الروابط الودية وإن اقتضى الأمر أحيانا عزل بعض السلاطين الذين لايتمتعون بالأهلية المطلوبة في إدارة شئون البلاد والعباد.
وأطلق علماء السوقيين مبادرات سياسية واجتماعية في هذا الاتجاه وأقنعوا زعماء (إيموشاغ) لقبول هذه المبادرات ومن ذلك رسالة الشيخ هارون بن محمد الإدريسي السوقي إلى الإمام محمد بلو بن عثمان فودي يخطب فيها وده ويرسل إليه ببيعة علماء السوقيين له وكل هذا من أجل أن يكف عن غزو البلاد.
ولا يغيب عن الأذهان أن عالما من علماء السوقيين المشهورين هو الذي وفد على والي (إكدز) المنصب من قبل الخلافة العثمانية لأخذ موافقته على تنصيب السلطان الأول لسلاطين (إموشاغ) كأردنا بن أشود.
وظل رجال العلم السوقيون على صلة بسلاطين (إموشاغ) بل هم همزة وصل بينهم وبين العامة في البلد، ولهم مواقف مع الظلمة منهم مشهورة، لسنا بصدد ذكرها الآن وينبغي التنبيه إلى أن شكل السلطة في المجتمع الطارقي ينطلق في الغالب من واقع الغلبة والقوة فلم يكن هناك دستور موضوع ولامجالس ثابتة، إلا أن زعماء الطوارق في بداية الأمر يتمتعون بوازع ديني قوي مماسهل أمام قضاة السوقيين وعلمائهم أن يوزعوا السلطة إلى شقين اثنين سلطة تنفيذية للدفاع عن البلد أمام الأخطار وأخرى قضائية تتمتع بجميع الصلاحيات القضائية.
وهذه المعطيات تعطي دلالة على ما سبق من اهتمام علماء السوقيين بقضايا وطنهم ودفاعهم عنه.

## الجهود الإصلاحية للمدرسة السوقية
المدرسة السوقية ليست كما يراها أو يظنها من لا يعرفها كانت ولا زالت تتبنى مشروعا علميا وتربويا شاملا لجميع جوانب الحياة.
ولم تكن جهود الإصلاح مختزلة في جانب دون آخر بل كانت تشمل الإصلاح الديني التربوي حسب الإمكانيات المتاحة، وكذلك الاجتماعي والذي يتمثل في فض النزاعات، والتصدي للمشكلات الطارئة عن طريق سنان اللسان وأسلات اليراع، وتقديم النصيحة لزعماء قبائل الطوارق بالحكمة والموعظة الحسنة، والأمر بالمعروف والنهي عن المنكر، من لدن قيام ذلك التحالف السابق بينهم وبين سلاطين (المنطقة), إلى وقت الزحف الاستعماري الفرنسي بل وإلى اليوم.

## الجهود الدينية للمدرسة السوقية
جندت المدرسة السوقية في الصحراء كل طاقاتها لإبقاء جذوة الدين متقدة في قلوب أبناء منطقة الصحراء الأزوادية، وتمثلت تلك الجهود في الحفاظ على جانب القضاء والإفتاء، وهذان الجانبان داخلان دخولا أوليا في الجانب العلمي الذي أسلفنا أنه معتمد بشكل شبه كلي على السوقيين وأنهم لم يدخروا جهدا في القيام بتلك المهمة العظيمة والأمانة الجسيمة التي تحملوها باختيارهم في جميع مناطق تواجدهم. 
كما شملت تلك الجهود الجانب المالي من مثل جباية الزكاة والأحباس والأوقاف وإدارتها وتوزيعها على الفقراء والمستحقين.

## النشاطات العلمية
كان النشاط العلمي من أولويات السوقيين، حيث إن مدرستهم مافتئت محتفظة بالريادة العلمية في الصحراء الأزوادية، وأمضى رجالاتها بياض النهار وسواد الليل منذ قرون ضاربة في أعماق القدم إلى اليوم مقابل بقاء هذه المدرسة قلعة علمية ثابتة البنيان، قوية الأركان.
ولذلك فقد ظلت مدرستهم مرجعية علمية قل لها منافس في الصحراء الأزوادية وكانت هذه المدرسة مشهورة باهتمامها المستمر بالتخصص في جميع الفنون التي تدرس عندهم، فكان همهم الوحيد هوالحرص على التحصيل المعرفي بصبغته الشرعية وملامحه العربية، والاعتناء بتدريس أهم الكتب في العربية والشريعة، واعتمدت مدارسهم تربية ملكات طلبة العلم عن طريق السلم التعليمي وإفراد المواد الدراسية كما أنحصرت الفتوى عندهم في المعتمد عند المالكية شأنهم في ذلك شأن غيرهم من علماء المغرب الإسلامي في تلك الفترة.